# Merosargus insularis
Merosargus insularis är en tvåvingeart som beskrevs av Charles Howard Curran 1934. Merosargus insularis ingår i släktet Merosargus och familjen vapenflugor. Inga underarter finns listade i Catalogue of Life.